# Abbecourt (Oise)
Abbecourt település Franciaországban, Oise megyében. Lakosainak száma 861 fő (2022. január 1.). Abbecourt Warluis, Hodenc-l’Évêque, Ponchon és Saint-Sulpice községekkel határos.

## Népesség
A település népességének változása:
| Lakosok száma | 763  | 760  | 791  | 787  | 797  | 807  | 822  | 846  | 861  |
|               | 2013 | 2015 | 2016 | 2017 | 2018 | 2019 | 2020 | 2021 | 2022 |